# Вејнсбург (Пенсилванија)
Вејнсбург (енгл. Waynesburg) град је у америчкој савезној држави Пенсилванија.

## Демографија
По попису из 2010. године број становника је 4.176, што је 8 (-0,2%) становника мање него 2000. године.
| Група             | 2000.         | 2010.         |
| Белци             | 4.039 (96,5%) | 3.984 (95,4%) |
| Афроамериканци    | 68 (1,6%)     | 74 (1,8%)     |
| Азијати           | 24 (0,6%)     | 20 (0,5%)     |
| Хиспаноамериканци | 27 (0,6%)     | 31 (0,7%)     |
| Укупно            | 4.184         | 4.176         |